# روجر براون (لاعب كرة سلة مواليد 1950)
روجر براون (بالإنجليزية: Roger Brown)‏ مواليد 23 فبراير 1950 في شيكاغو، هو لاعب كرة سلة أمريكي معتزل. بدأ مسيرته الاحترافية في سنة 1972. تم اختياره من قبل فريق لوس أنجلوس ليكرز خلال الدرافت. بلغ طوله 6 قدم 11 بوصة (2.1 م). اعتزل اللعب في 1980.

## المسيرة الاحترافية
لعب مع لوس أنجلوس ليكرز في سنة 1972، ثم لعب مع سان أنطونيو سبرز في موسم 1973–74، ثم لعب مع دنفر ناغتس في موسم 1975–76، ثم لعب مع ديترويت بيستونز من سنة 1975 إلى 1977، ثم لعب مع شيكاغو بولز في موسم 1979–1980.

## روابط خارجية
- روجر برَاون على موقع إن بي أي (الإنجليزية)
- روجر برَاون على موقع سبورتس رفرنس (الإنجليزية)
- روجر برَاون على موقع كلية كرة السلة في سبورتس رفرنس.كوم (الإنجليزية)
- روجر برَاون على موقع ريلجم (الإنجليزية)
- روجر برَاون على موقع بروبوليرز (الإنجليزية)